# Poa arnowiae
Poa arnowiae là một loài thực vật có hoa trong họ Hòa thảo. Loài này được Soreng miêu tả khoa học đầu tiên năm 1998.